# Thomas Audley
Thomas Audley (1487 ou 1488, Earls Colne, Essex – 30 avril 1544), 1er baron Audley de Walden, est lord chancelier d'Angleterre de 1533 à 1544.

## Biographie
Il est le fils de Geoffrey Audley, et on pense qu'il a fait ses études à Buckingham College, à Cambridge. Il étudie le droit et entre à Middle Temple, est secrétaire de la ville de Colchester et devient juge du comté d'Essex en 1521.
En 1523, il est élu au Parlement anglais où il représentera l'Essex dans les parlements ultérieurs. En 1527, il devient Valet de Chambre et membre de la maison de Thomas Wolsey. À la chute de ce dernier en 1529, il devient Chancelier du duché de Lancaster et, la même année, président de la Chambre des communes, et à ce titre préside la session appelée English Reformation Parliament qui abolit la juridiction papale. La même année, il dirige une délégation de la Chambre des communes auprès du roi pour se plaindre des sermons de l'évêque John Fisher contre leurs procédés. Il transmet au Parlement les scrupules du roi au sujet de son mariage avec Catherine d'Aragon et se fait l'instrument du roi dans l'attaque contre le clergé catholique et la préparation de l'Acte de suprématie.
En 1531, il devient serjeant-at-law (avocat) puis King's serjeant-at-law (avocat du roi) et, le 20 mai 1532, il est anobli et succède à sir Thomas More comme lord gardien du Grand Sceau avant d'être nommé lord chancelier le 26 janvier 1533.
Il soutient le divorce du roi d'avec Catherine d'Aragon et son mariage avec Anne Boleyn et préside le procès de John Fisher et Thomas More en 1535, pour lequel sa conduite et son intention évidente d'obtenir une condamnation des accusés a été critiquée par certains. L'année suivante, il participe au procès d'Anne Boleyn et de son « amoureux » condamnés pour trahison et adultère. L'exécution de l'épouse du roi le laisse libre de déclarer une fille du roi, la princesse Élisabeth bâtarde, et au roi d'épouser une servante d'Anne, Jane Seymour. Audley est témoin de l'exécution de la reine et recommande au Parlement une nouvelle loi de succession, légitimant les enfants de Jane Seymour.
En 1537, il fait condamner à mort comme traîtres et rebelles les participants au pèlerinage de Grâce. Le 29 novembre 1538, il est fait baron Audley de Walden et, peu de temps après, préside en tant que lord steward les procès de Henry Pole, lord Montaigu et de Henry Courtenay, 1er marquis d'Exeter. En 1539, il fait adopter la Loi des Six articles.
Le 24 avril 1540, il est fait chevalier de l'ordre de la Jarretière puis dirige le procès de Thomas Cromwell, comte d'Essex et la dissolution du mariage d'Henri VIII avec Anne de Clèves après avoir été un fort allié de Cromwell. En 1542, il appuie chaleureusement les privilèges de la Chambre des communes, mais sa conduite est inspirée, comme d'habitude, par la soumission au roi, qui souhaite obtenir des subventions.
Un Book Orders for the Warre both by Sea and Land lui est attribué.
Il a épousé Christine, fille de sir Thomas Barnardiston, et plus tard Élisabeth, fille de Thomas Grey, 2e marquis de Dorset, dont il a deux filles.
Il démissionne du grand sceau, le 21 avril 1544 et meurt le 30 avril. Il est enterré à Saffron Walden, où il s'est préparé un splendide tombeau. Sa baronnie s'est éteinte à sa mort.